# 11605 Ranfagni
11605 Ranfagni este un asteroid din centura principală de asteroizi.

## Descriere
11605 Ranfagni este un asteroid din centura principală de asteroizi. A fost descoperit pe 19 octombrie 1995 la San Marcello Pistoiese de Luciano Tesi și Andrea Boattini. Asteroidul prezintă o orbită caracterizată de o semiaxă mare de 2,56 ua, o excentricitate de 0,17 și o înclinație de 13,4° în raport cu ecliptica.